# Pinot negre
El pinot negre, també conegut pel francès pinot noir, és una varietat de cep negra originària de la Borgonya i introduïda a moltes regions vinícoles.
En francès pinot deriva de 'pinya', per la forma apinyada del raïm. El gotim és petit, de color negre violaci, la pellofa és fina i la polpa és suau.
El raïm de pinot negre és de floració i maduració primerenca, resultant adequat per climes sense gelades primaverals i amb estius curts, com a la Borgonya, la Xampanya, la vall del Rin alemanya i alsaciana o l'estat nord-americà d'Oregon. A Catalunya s'ha adaptat bé al clima de les zones prepirinenques de la denominació Costers del Segre. En canvi en climes més meridionals el raïm madura en el moment de màxima calor produint un vi molt alcohòlic. A la Borgonya el pinot negre és la varietat principal dels vins de qualitat grand cru. A la Xampanya s'utilitza per fer el xampany rosat i el blanc de negre. A Alsàcia dona vins rosats, i a Suïssa el rosat anomenat «ull de perdiu» (Œil-de-Perdrix).

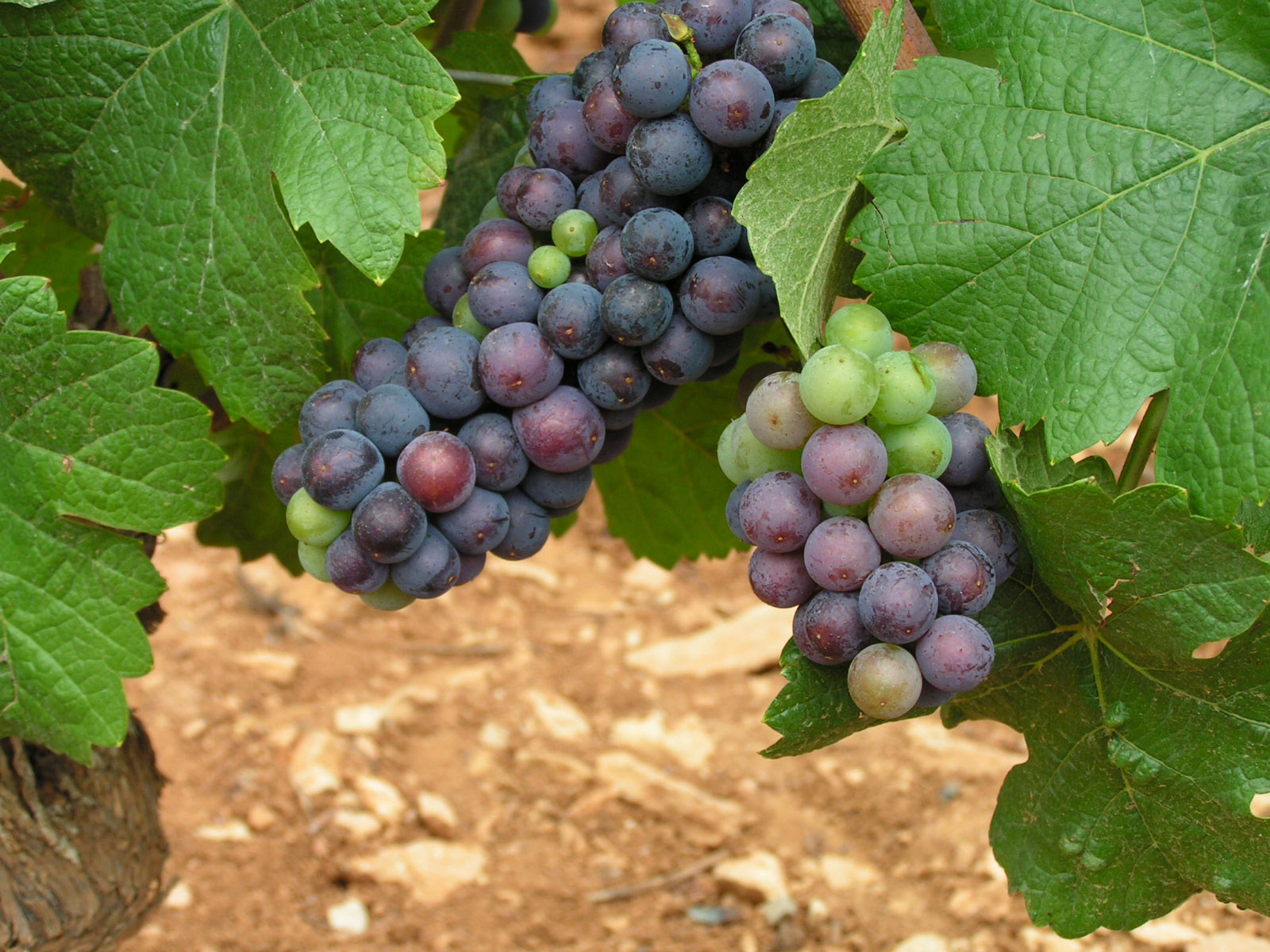
Raïm de pinot negre

El vi varietal de pinot negre és un vi de qualitat, amb un color no gaire fosc i amb una gran complexitat aromàtica: aroma primària de cireres i maduixa, i aroma terciària d'espècies i regalèssia. Resulta un vi apte per l'envelliment.